# 巴格馬蒂專區

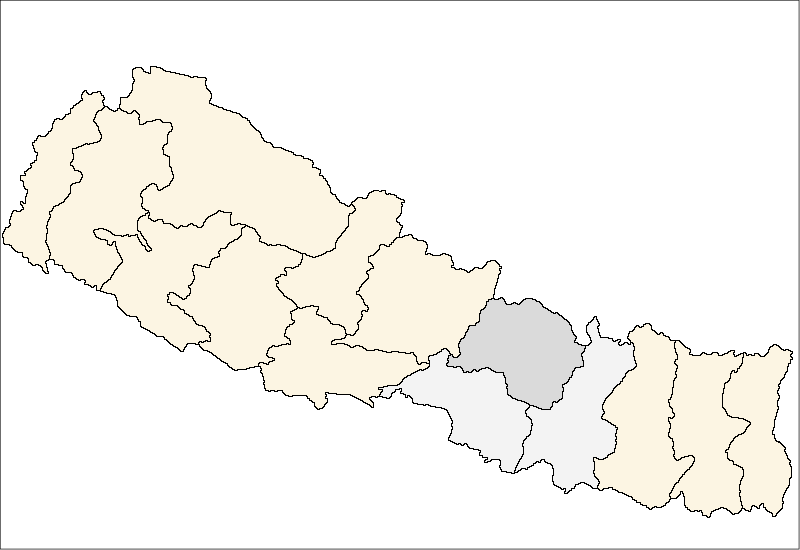
巴格玛蒂专区在尼泊爾的位置

巴格马蒂专区，又译巴格玛蒂专区（尼泊尔语：बागमती अञ्चल，IAST：Bāgmatī añcal）是2015年以前尼泊尔曾经的十四個行政專區之一，名称源于当地的巴格马蒂河。巴格玛蒂专区位于尼泊尔的中部发展区内。此区包括加德满都谷地内的多数组合城市，居民150万。首府巴克塔普尔。

## 下轄縣

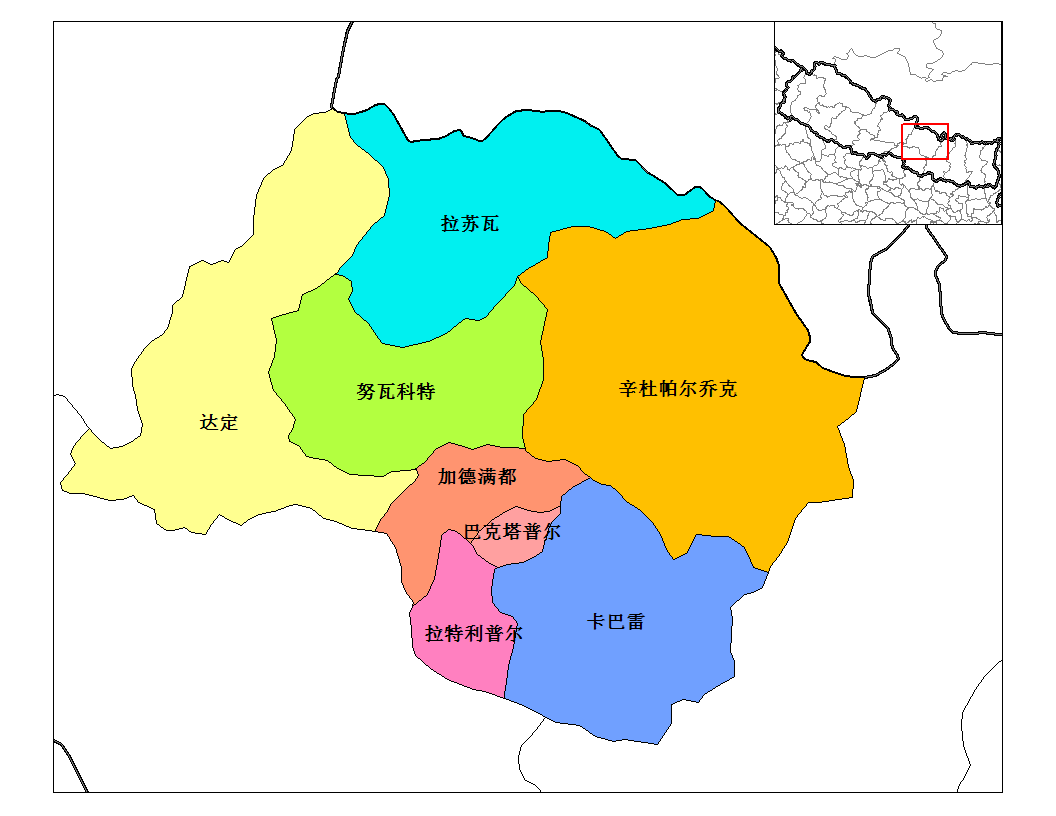
巴格玛蒂专区下的县级行政区

巴格玛蒂专区被分为8个县，以下列出辖区名称与区府：
- 巴克塔普尔县
- 达定县
- 拉利特普尔县
- 加德满都县
- 卡巴雷县
- 辛杜帕尔乔克县
- 拉苏瓦县
- 努瓦科特县